# Emran Soglo
Emran Gamal Marwan Soglo (* 11. Juli 2005 in Créteil) ist ein englisch-französischer Fußballspieler, der beim SK Sturm Graz spielt.

## Karriere

### Verein
Soglo begann seine fußballerische Ausbildung beim FC Sucy, südwestlich von Paris. Anschließend wechselte er zur US Lusitanons Saint-Maur und dann zum RC Joinville, wo er bis 2013 spielte. In jenem Sommer wechselte er zurück zu Lusitanons und nach zwei Jahren in die Jugendakademie des FC Chelsea. Nach sechs Jahren verließ er den Klub wieder und war vereinslos. Während er bei West Ham United mittrainierte kam er dort zu zwei U18-Ligaspielen, erhielt jedoch keinen festen Vertrag.
Anfang des Jahres 2022 wechselte er schließlich nach Frankreich zum Erstligisten Olympique Marseille. Bis zum Ende der Saison 2021/22 spielte er noch zweimal für die viertklassig spielende Zweitmannschaft. In der Saison 2022/23 kam Soglo für die U19-Mannschaft, aber auch weiterhin für die zweite Mannschaft zum Einsatz, wobei er in der National 2, der U19-Luga und der UEFA Youth League spielte. Am 18. August 2023 (2. Spieltag) stand er gegen den FC Metz in der Startelf und schoss bei dem 2:2-Unentschieden bei seinem Profidebüt auch direkt sein erstes Tor in der Ligue 1. Am vierten Spieltag wurde er Anfang November 2023 gegen den AEK Athen spät eingewechselt und kam so bei dem 2:0-Sieg zum ersten internationalen Einsatz. Insgesamt kam er für Marseille zu neun Pflichtspieleinsätzen, drei davon absolvierte er in der Ligue 1.
Im Januar 2025 wechselte Soglo zum österreichischen Bundesligisten SK Sturm Graz.

### Nationalmannschaft
Seit Oktober ist Soglo englischer Juniorennationalspieler und ist aktuell für die englische U20-Mannschaft aktiv.

## Erfolge
- Österreichischer Meister: 2025